# Tipula (Lunatipula) usitata aurantionota
Tipula (Lunatipula) usitata aurantionota is een ondersoort van de tweevleugelige Tipula (Lunatipula) usitata uit de familie langpootmuggen (Tipulidae). De ondersoort komt voor in het Nearctisch gebied.